# Maude Smith
Pour les articles homonymes, voir Smith.
Hedley Maude Smith, née le 9 mai 1905 à Toronto (Ontario) et morte le 17 novembre 1996 dans la même ville, est une patineuse artistique canadienne. Elle patine dans la catégorie des couples avec son partenaire Jack Eastwood.

## Biographie

### Carrière sportive
Maude Smith pratique le patinage par couple. Avec son partenaire Jack Eastwood, elle double vice-championne du Canada en 1929 et 1933, et vice-championne nord-américaine en 1933.
Elle participe aux championnats du monde de 1928, les premiers avec des sportifs canadiens. Elle représente également son pays aux Jeux olympiques d'hiver de 1928 à Saint-Moritz.

### Famille
Sa sœur cadette, Cecil Smith, est également une patineuse artistique de haut niveau qui participe aux Jeux olympiques d'hiver de 1924 et 1928. Leur mère, Maude Delano-Osborne, est aussi une sportive de haut niveau et remporte le championnat canadien de tennis de 1892.
Maude Smith se marie à l'homme d'affaires canadien John A. McDougald.

## Palmarès
En couple artistique avec son partenaire Jack Eastwood.
| Compétition                     | 1927 | 1928 | 1929 | 1930 | 1931 | 1932 | 1933 | 1934 |  |  |  |  |  |  |  |
| Jeux olympiques d'hiver         |      | 10e  |      |      |      |      |      |      |  |  |  |  |  |  |  |
| Championnats du monde           |      | 6e   |      | 7e   |      | 7e   |      |      |  |  |  |  |  |  |  |
| Championnats d'Amérique du Nord | 5e   |      |      |      | 5e   |      | 2e   |      |  |  |  |  |  |  |  |
| Championnats du Canada          |      |      | 2e   |      |      | 3e   | 2e   | 3e   |  |  |  |  |  |  |  |
|                                 |      |      |      |      |      |      |      |      |  |  |  |  |  |  |  |